# Mantzavinata
Mantzavinata (griechisch Μαντζαβινάτα (n. pl.) italienisch Mangiavinata) ist eine Ortschaft auf der Halbinsel Paliki der griechischen Insel Kefalonia, das zusammen mit dem Nachbardorf Vouni die Ortsgemeinschaft Katogi im Gemeindebezirk Paliki der Gemeinde Lixouri bildet. Nach Eingemeindung Katogis nach Paliki im Jahre 2000 wurde die Gemeindeverwaltung in einen Verein umgewandelt, der einmal im Jahr ein Weinfest organisiert, das bei Einheimischen und Touristen gleichermaßen beliebt ist. Die Ortsmitte trägt den Namen Lemonata.

## Geographie und Sehenswürdigkeiten

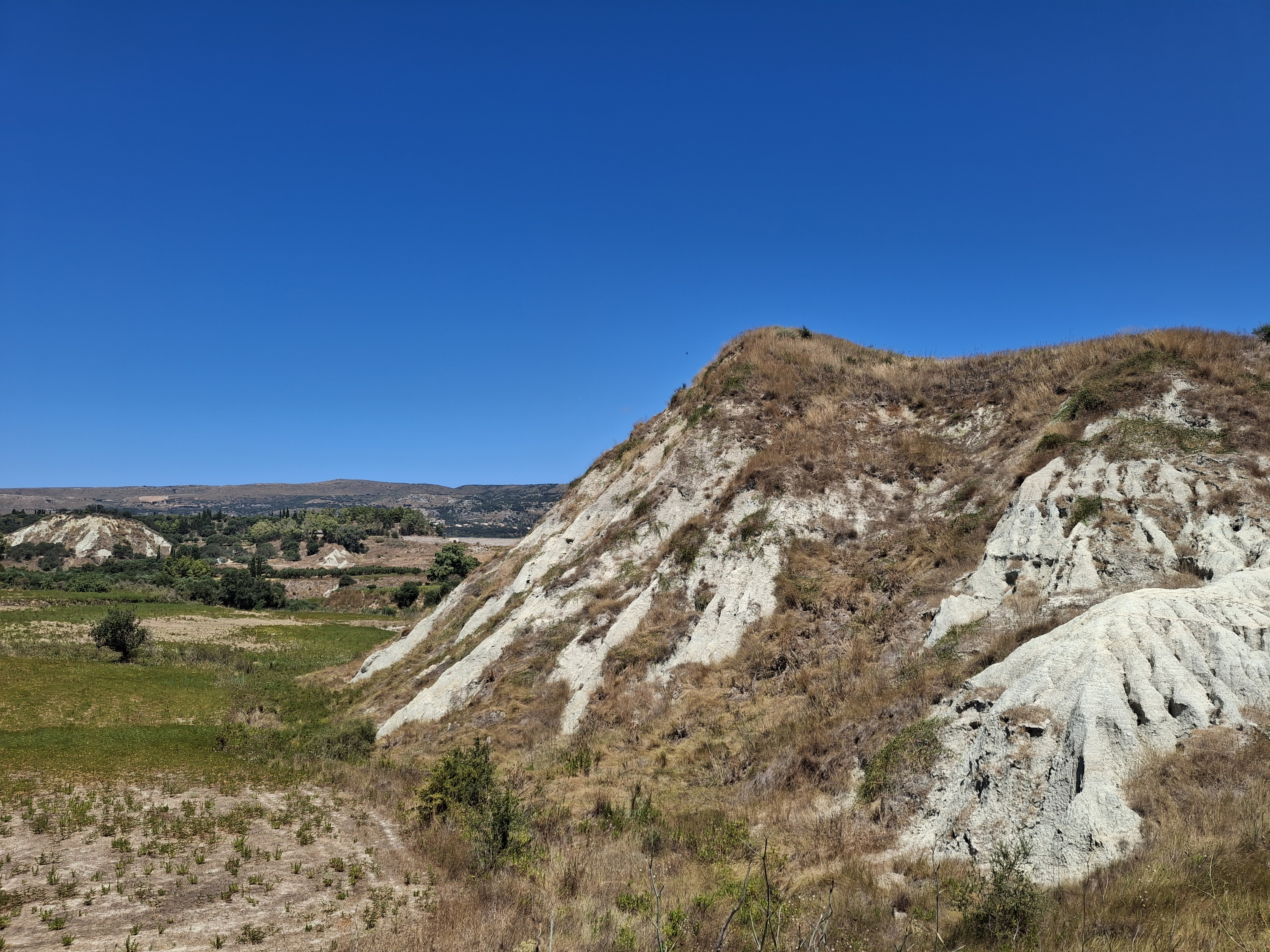
Die Landschaft um Mantzavinata im Hochsommer

Der Ort liegt südlich von Lixouri und tangiert an seiner südlichen Seite das Meer. Es überwiegen pliozäne Sedimente, hauptsächlich stark erodierte blaue Tonsedimente, deren charakteristisches Erscheinungsbild sich vom Rest der Insel unterscheidet. Es handelt sich um geomorphologische Formationen mit kleinen Schluchten, Erosionstälern und kleinen Bächen, die durch mechanische und chemische Verwitterung entstanden sind.
Die Ortschaft selbst ist ein Geosite (Nr. 2) des Geoparks Kefalonia Ithaka, separat ausgewiesen sind der Strand Xi (Nr. 3) und Kounopetra (Nr. 4). 

### Strand Xi
Xi ist ein roter Sandstrand an der Ostseite des Kap Kounopetra, einer Halbinsel mit mehreren Buchten an der Südküste der Halbinsel Paliki und ist von steilen Tonfelsen begrenzt. Der Strand von Xi ist trotz der etwas abgelegenen Lage Ziel vieler Touristen. Neben den Gästen der nahegelegenen Hotels wird er auch von Tagesbesuchern frequentiert. Hinter dem sauberen Sandstrand, der flach ins Wasser abfällt, stehen zahlreiche kleinere Bars mit einigen Strandliegen und Sonnenschirmen davor. Der Strand wird durch eine Steilküste aus grauem Tonfels umfangen. Die Farbe des Sandstrandes reicht von grellem orange bis hin zu einem tiefen terrakotta, je nach Sonneneinstrahlung. Dank des flach abfallenden Strandes und sanften Wellenganges eignet er sich perfekt für Familienausflüge.

### Kounopetra
Eine Kuriosität des Ortes ist die Kounopetra (‚Wackelstein‘). Es handelt sich um einen Felsbrocken der aus dem Felsen herausgebrochen ist, und durch die Wellen in eine leichte Bewegung versetzt wird. Vermutlich handelt es sich nicht um ein besonderes Phänomen, es wird aber den Besuchern gerne gezeigt, zumal die Aussicht vom Kap Kounopetra auch sehr schön ist. Louis de Bernières schreibt in seinem Roman Corellis Mandoline, dass die Einwohner von Mantzavinata gerne von diesem Phänomen erzählen und erwähnen, das dieser Felsbrocken von einem britischen Kriegsschiff gerammt wurde ohne sich von der Stelle zu bewegen. Nach dem Erdbeben von 1953 brach ein weiterer Brocken vom Fels, dem ähnliche Eigenschaften zugeschrieben werden.

### Maspali
Der Hügel Maspali wurde bis ins 20. Jahrhundert als Steinbruch genutzt. Dessen Kalkstein wurde für den Häuserbau sehr geschätzt. Es sind auch einige Reste einer antiken Akropolis sichtbar.

## Ortsbild
Das Erdbeben von 1953 haben nur wenige Häuser des Ortes überlebt, so dass kein geschlossenes historisches Ortsbild mehr vorhanden ist. Geringe Bautätigkeit hat aber zu einem Neubau von zumeist kleineren Häusern geführt. Von den drei Kirchen, sind Agios Spiridon und Panagia noch weitestgehend original erhalten, größere bauliche Änderungen wurden an der Agia Sophia vorgenommen. Alle drei Kirchen sind aus dem 17. Jahrhundert. 
In den 1960er Jahren begann der Bau von Ferienhäusern und später Hotels in der Nähe der Strände Xi, Maniá, Petaní und dem Kap Kounopetra. Diese liegen etwa 2 km südlich von der Ortsmitte Lemonata, die gleichzeitig die höchste Erhebung ist. Ebenfalls zur Ortsgemeinschaft Katogi wird die Insel Vardiani gezählt, die sich allerdings im Grundbesitz des Klosters Petani befindet.

## Geschichte
Bis zum Zweiten Weltkrieg war der Ort eine wichtige Produktionsstätte für Rosinen und Wein (mit der eigenen Rebsorte Mantzavino). Die Bevölkerung betrug 1944 noch 758 Einwohner. Der griechische Bürgerkrieg und die Zerstörungen im Erdbeben von 1953 hemmten zusätzlich den Wiederaufbau der Wirtschaft des Ortes. In den 1980er Jahren waren Weine der Winzerei Mantzavino sehr erfolgreich, später wurde der Betrieb von Gläubigern erworben und in Teile verkauft. Es gibt heute etwa ein halbes Dutzend Winzereien, von denen nur zwei überregionale Bedeutung haben.

### Herkunft des Namens
Der Name leitet sich von den italienischen Worten mangiare ‚essen‘ und vino ‚Wein‘ ab. Die Endung -ata ist eine auf Kefalonia übliche Ortsendung und bedeutet in etwa ‚die Gesamtheit von etwas‘. Einige Einwohner des Ortes hatten den Nachnamen Mantzavinatos, von denen einer das Mantzavinateio Krankenhaus in Lixouri stiftete, ein anderer den Stadtteil Matzavineika in Patras gründete.